# Apeadeiro de Vilar do Rei
O Apeadeiro de Vilar de Rei foi uma interface da Linha do Sabor, que servia a localidade de Vilar de Rei, no concelho de Mogadouro, em Portugal.

## História

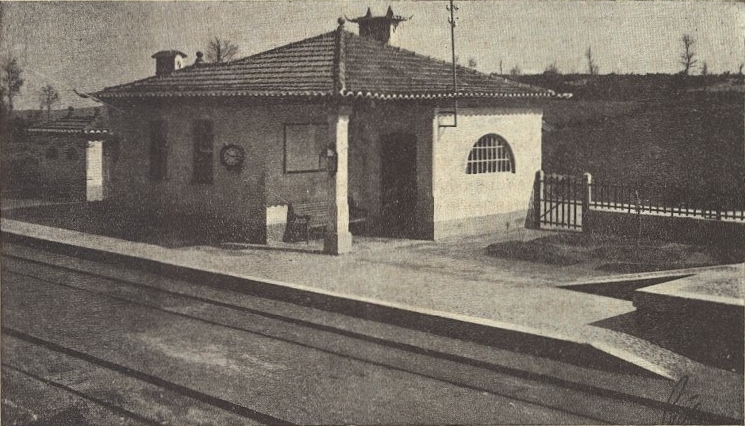
Vilar de Rei nos primeiros anos, ainda com a categoria de estação

Este apeadeiro fazia parte do lanço da Linha do Sabor entre Lagoaça e Mogadouro, que abriu à exploração em 1 de Junho de 1930. Em Agosto de 1932, a Companhia Nacional de Caminhos de Ferro começou a construir habitações para carregadores e um cais coberto para mercadorias nesta interface, então com a categoria de estação; estas obras estavam quase concluídas nos princípios do ano seguinte.
A linha foi encerrada em 1988.